# Колледж, Сесилия
Магдале́на Сеси́лия Ко́лледж (англ. Magdalena Cecilia Colledge; 28 ноября 1920, Лондон — 12 апреля 2008) — британская фигуристка и тренер.
Сесилия Колледж была чемпионкой мира 1937 года, серебряной медалисткой зимней Олимпиады 1936 года, пятикратной чемпионкой Великобритании (1935-1938, 1946) и трёхкратной чемпионкой Европы (1937-1939).
Её основными конкурентками были норвежка Соня Хени и подруга по команде Меган Тэйлор.

## Биография
На Олимпийских играх 1932 года Сесилии было 11 лет и 73 дня (заняла 8 место), она остаётся самым молодым человеком, когда-либо участвовавшим в зимних Олимпийских играх.
В 1936 году, выступая на чемпионате Европы, в возрасте 15 лет, Колледж стала первой в истории женщиной, которой покорился двойной прыжок — она блестяще исполнила двойной сальхов. Также она была изобретателем вращений: ввела в фигурное катание заклон (layback spin) и вращение в ласточке (camel spin).
Сесилия Колледж закончила любительскую спортивную карьеру в связи с началом Второй мировой войны, когда главные соревнования фигурного катания, включая Олимпийские игры, не проводились. После окончания войны она стала соревноваться в статусе профессионала, а также каталась в балетах на льду. Колледж выиграла первый послевоенный чемпионат Великобритании в 1946 и затем Открытый Профессиональный Чемпионат в 1947 и 1948 годах.
После того, как её карьера закончилась, она стала тренером и была введена в Американский Зал славы федерации фигурного катания в 1980.

## Спортивные результаты
| Соревнования/Сезон        | 1932 | 1933 | 1934 | 1935 | 1936 | 1937 | 1938 | 1939 | 1946 |
| Зимние Олимпиады          | 8    |      |      |      | 2    |      |      |      |      |
| Чемпионаты мира           | 8    | 5    |      | 2    |      | 1    | 2    |      |      |
| Чемпионаты Европы         |      | 2    |      | 3    | 2    | 1    | 1    | 1    |      |
| Чемпионаты Великобритании | 2    | 2    | 2    | 1    | 1    | 1    | 1    |      | 1    |